# Географія Хмельницької області

Адміністративний поділ Хмельницької області

Хмельницька область за площею території (20,6 тис. км² або 3,4% від площі країни) належить до невеликих областей України і посідає серед них 19 місце. Населення області на 1 січня 2004 року налічувало 1,4 млн осіб. Центром регіону є місто Хмельницький.

## Географічне розташування
Сучасна територія області знаходиться між 48°26'56" і 50°35'28" північної широти та 26°08'05" і 27°54'05" східної довготи. Крайніми точками області є:
- на півночі — село Веселинівка Шепетівського району;
- на півдні — село Гринчук Кам'янець-Подільського району;
- на сході — село Вівсяники Хмельницького району;
- на заході — околиці села В'язовець Шепетівського району та село Мислова Хмельницького району.

Протяжність області з півночі на південь — 220 км, із заходу на схід — 120 км (обчислено по меридіану і паралелі обласного центру).
Географічний центр області майже збігається з місцерозташуванням міста Хмельницького, що є дуже вигідним чинником соціально-економічного розвитку території.
Область розташована на південному заході Східноєвропейської рівнини в зонах лісостепу і мішаних лісів (Полісся). Рельєф, ґрунтові та агрокліматичні умови території сприятливі для господарського і сельбищного освоєння, що зумовило давнє заселення її і видозміну ландшафтів внаслідок активного антропогенного впливу.

## Ґрунти
Сучасний ґрунтовий покрив Хмельницької області сформувався під впливом ґрунтотворних порід, рельєфу, клімату, рослинного покриву та господарської діяльності людини. Ґрунтотворними породами виступають леси і лесовидні суглинки, піски, супіски, вапняки, глини, алювіальні відклади. На території з рівнинним рельєфом і лісостеповою рослинністю вони стали основою для формування різних типів ґрунтів:
- на лесах на лесовидних суглинках утворилися чорноземні й сірі лісові ґрунти;
- на твердих карбонатних породах — дерново-карбонатні;
- на алювіальних відкладах в долинах річок — лучні, лучно-болотні та торф'яно-болотні ґрунти.

Найбільшу площу займають лісостепові опідзолені ґрунти, які об'єднують у підтипи:
- Ясно-сірі та сірі лісові — поширені на підвищеннях та схилах в різних районах області, але найбільше — в її південно-західній та південній частинах. Вони сформувалися на лесах і лесовидних суглинках під лісовою рослинністю. Гумусовий горизонт має невелику товщину, вміст гумусу незначний (1,5-2,2%). Ґрунти безструктурні, мають кислу реакцію, малий вміст поживних речовин і тому потребують вапнування, внесення добрив.
- Темно-сірі опідзолені — займають вирівняні ділянки вододілів і пологі схили в центральній та південній частинах області. Вони менше опідзолені, ніж попередні ґрунти, мають глибший гумусовий шар (55-65 см), у верхній частині якого міститься до 2,9-3,1% гумусу. Ці ґрунти мають кращу структуру, значний вміст поживних речовин і тому інтенсивно використовуються у сільському господарстві. Для збільшення поживних речовин у цьому ґрунті.
- Чорноземи опідзолені розташовані в центральній і південній частинах області. Вони утворилися на вирівняних плато під лісовою і степовою рослинністю, мають глибокий гумусовий шар (80-90 см), вміст гумусу в верхньому горизонті — 3,0-4,0%. Внаслідок інтенсивного використання поступово погіршуються властивості цих ґрунтів, насамперед, структура і водно-повітряний режим. Для підвищення врожайності сільськогосподарських культур необхідне внесення органічних і мінеральних добрив, правильна організація сівозмін та ін.

Найродючішими в області є чорноземи типові. Вони утворилися на лесах і лесовидних суглинках під степовою рослинністю в південно-західній і центральній частинах області. Переважають малогумусні (4-4,5% гумусу) і середньогумусні (близько 8% гумусу) чорноземи. Глибина гумусового горизонту 80-90 см. Вони мають сприятливі фізичні властивості, добре забезпечені поживними речовинами.
Лучні ґрунти утворилися на наносах в долинах річок і балок у глибоких зниженнях на плато, де ґрунтові води підходять близько до поверхні. Як і чорноземи, мають глибокий гумусовий шар (50-70 см), містять 4 −5% гумусу і багато поживних речовин. Але вони постійно перезволожені, і в них відбуваються процеси оглеєння. Основні площі цих ґрунтів зайняті луками, розорюється незначна їх частина. Для використання під орні землі їх потрібно осушити, але це не завжди ефективно.
Лучно-болотні ґрунти сформувалися в днищах балок і заплавах річок — на перезволожених ділянках. Вони подібні до лучних, але процеси оглеєння охоплюють всі шари ґрунту — аж до материнської породи. У верхньому шарі міститься від 3 до 5% гумусу. Зайняті луками.
Болотні поширені в знижених ділянках заплав, днищ балок і лощин стоку (переважно в північній і центральній частинах області). Вони утворилися на алювіальних відкладах при надмірному зволоженні під трав'янисто-моховою болотною рослинністю. Мають великий вміст поживних речовин, але форм, які доступні для рослин, дуже мало. Використовувати ці ґрунти для сільськогосподарського виробництва можна тільки після осушення.
Дерново-підзолисті розміщені невеликими ділянками в північній частині області. Вони сформувалися на пісках, супісках і суглинках під лісовою рослинністю. Ці ґрунти найбідніші на гумус і поживні речовини. Гумусовий горизонт становить 15-20 см, а вміст гумусу 1,0-1,9%. Дерново-підзолисті ґрунти безструктурні, вода проникає в глибокі шари і виносить з нього поживні речовини. Близьке залягання ґрунтових вод зумовлює незадовільний водно-повітряний режим, що в перезволожені роки призводить до загибелі сільськогосподарських культур. Ці ґрунти мають високу кислотність і тому необхідне їх вапнування. Для підвищення врожайності сільськогосподарських культур необхідно також вносити органічні і мінеральні добрива.
Дерново-карбонатні ґрунти трапляються окремими ділянками в тих частинах області, де на поверхню виходять вапнякові й крейдяні породи. Найбільше поширені в північній, північно-західній частинах області і в Придніпров'ї. Вони мають неглибокий гумусовий шар (30-40 см), невеликий вміст гумусу, але поживні речовини є малодоступними для рослин. Внаслідок того, що ці ґрунти залягають переважно на крутих схилах, їх недоцільно розорювати, а краще використовувати як кормові угіддя.
Ґрунтовий покрив Хмельницької області сприятливий для вирощування сільськогосподарських культур лісостепової зони. Значної шкоди родючості ґрунтів завдає водна ерозія. Розвитку ерозійних процесів (утворенню ярів) сприяє інтенсивне розорювання схилів горбів. Площа еродованих земель безперервно зростає і становить зараз понад третину від земельних угідь. Найінтенсивніше відбуваються ерозійні процеси на півдні області, де значна частина земель розташована на горбах з великою крутизною схилів. Вони посилюються там, де вирощують просапні культури (овочі, цукрові буряки) і провадять оранку вздовж схилів.
Для зменшення ерозійних процесів на таких ділянках насаджують полезахисні лісосмуги, будують гідротехнічні споруди, поперечну оранку схилів.

## Гідрологія
Хмельницька область розташована в межах басейнів трьох основних річок України — Дністра, Південного Бугу, і Дніпра, на басейни яких припадає відповідно 38, 22 і 40% території області.
Гідрографічна мережа Хмельницької області включає великі річки Дністер (157 км в межах області) і Південний Буг (126 км), середні річки басейну Дніпра – Случ та Горинь; басейну Дністра – Збруч.
В області функціонує 51 водосховище з повним об’ємом 258,2 млн м³, з них 2 водосховища – об'ємом понад 10 млн м³. Це водойма-охолоджувач Хмельницької АЕС у басейні р. Горинь (м. Нетішин) та Щедрівське водосховище на р. Південний Буг в Летичівському районі.
На території Хмельницької області налічується 2681 ставок, загальною площею 17385 га, об'ємом 202,3 млн м³.
Див. докладніше:
- Річки Хмельницької області
- Водосховища Хмельницької області
- Стави Хмельницької області

## Промисловість
Хмельниччина межує з Тернопільською, Рівненською, Житомирською, Вінницькою і Чернівецькою областями. Всі вони мають, здебільшого, агропромисловий розвиток без значного промислового і паливно-ресурсного потенціалу.
Тому важливе значення має положення на транспортних шляхах, що зв'язують основні промислові райони України (столичний, Харківський, Придніпров'я, Донбас) і Росії, а також чорноморські порти із західноукраїнськими областями та країнами Центральної і Західної Європи. Такими магістральними шляхами є 2 залізниці, 4 автодороги, 3 газопроводи широтного простягання, від яких відходять розгалуження, нафтопровід. З півночі на південь область перетинають залізниця і ряд автошляхів, які дають вихід на Білорусь і країни Балтії, Молдову і країни Південно-Східної Європи. Дністер, хоч і судноплавний, не має суттєвого значення для зв'язків з іншими регіонами.
Вигідне транспортно-географічне положення разом із значними трудовими ресурсами в умовах ринкового реформування економіки України можуть заохотити надходження в область іноземного капіталу.

## Сусідні області
- Вінницька область
- Житомирська область
- Рівненська область
- Тернопільська область
- Чернівецька область